# Gilles Sunu
Gilles Sunu (ur. 30 marca 1991 w Châteauroux) – togijski piłkarz, urodzony we Francji, występujący na pozycji napastnika w BB Erzurumspor.

## Kariera klubowa
Urodzony w Châteauroux, rozpoczął swoją karierę w akademii miejscowego klubu LB Châteauroux. Jednakże w lipcu 2007 za kwotę od 700 tysięcy do miliona £ trafił do Arsenalu, z którym to podpisał czteroletni kontrakt. Swój debiut w pierwszym zespole zaliczył 22 września 2009 roku w spotkaniu Pucharu Ligi Angielskiej przeciwko West Bromwich Albion. W Lidze Mistrzów zadebiutował 9 grudnia 2009 roku w przegranym 0-1 spotkaniu z Olympiakosem. 18 lutego 2010 roku Sunu został wypożyczony do Derby County do końca sezonu 2009/10 season Jego debiut w barwach nowego zespołu przypadł na przegrane 0-1 spotkanie ze Swansea City na stadionie Pride Park Stadium. Swojego pierwszego gola w Derby zdobył 10 marca 2010 roku w wygranym 4-1 meczu z Reading. 31 stycznia 2011 roku trafił na wypożyczenie do FC Lorient. W ostatnim dniu letniego okienka transferowego w 2011 roku trafił na stałe do Lorient. W ciągu 3,5 roku występów w barwach nadmorskiego klubu rozegrał 67 meczów ligowych w których zdobył 6 bramek. W styczniu 2011 roku, na pół roku przed wygaśnięciem umowy z Lorient, przeniósł się do Evian Thonon Gaillard. Po zakończeniu sezonu Evian spadło do Ligue 2, a Sunu odszedł do Angers SCO. W 2018 roku po 7 latach spędzonych we Francji przeniósł się do drużyny beniaminka tureckiej Süper Lig – BB Erzurumspor.
| Sezon   | Klub                  | Kraj    | Rozgrywki      | Mecze | Bramki | Rozgrywki Europy   | Mecze | Bramki |
| ------- | --------------------- | ------- | -------------- | ----- | ------ | ------------------ | ----- | ------ |
| 2009/10 | Arsenal F.C.          | Anglia  | Premier League | 0     | 0      | Liga Mistrzów UEFA | 1     | 0      |
| 2009/10 | Derby County (wyp.)   | Anglia  | Championship   | 9     | 1      | –                  | –     | –      |
| 2010/11 | Arsenal F.C.          | Anglia  | Premier League | 0     | 0      | –                  | –     | –      |
| 2010/11 | FC Lorient (wyp.)     | Francja | Ligue 1        | 9     | 0      | –                  | –     | –      |
| 2011/12 | FC Lorient            | Francja | Ligue 1        | 15    | 1      | –                  | –     | –      |
| 2012/13 | FC Lorient            | Francja | Ligue 1        | 17    | 3      | –                  | –     | –      |
| 2013/14 | FC Lorient            | Francja | Ligue 1        | 18    | 1      | –                  | –     | –      |
| 2014/15 | FC Lorient            | Francja | Ligue 1        | 17    | 1      | –                  | –     | –      |
| 2014/15 | Evian Thonon Gaillard | Francja | Ligue 1        | 10    | 3      | –                  | –     | –      |
| 2015/16 | Angers SCO            | Francja | Ligue 1        | 32    | 2      | –                  | –     | –      |
| 2016/17 | Angers SCO            | Francja | Ligue 1        | 23    | 0      | –                  | –     | –      |
| 2017/18 | Angers SCO            | Francja | Ligue 1        | 20    | 1      | –                  | –     | –      |
| 2018/19 | BB Erzurumspor        | Turcja  | Süper Lig      | 12    | 0      | –                  | –     | –      |

Stan na: 9 grudnia 2018 r.

## Kariera reprezentacyjna
Gilles występował w młodzieżowych reprezentacjach Francji od U-17 do U-19. W 2008 roku wraz z kadrą do lat 17 zajął drugie miejsce na Mistrzostwach Europy U-17. W sezonie 2008/09 był kapitanem zespołu do lat 18. W 2010 roku wraz z reprezentacją do lat 19 wygrał Mistrzostwa Europy U-19.
We wrześniu 2018 roku podjął decyzję o reprezentowaniu Togo. Otrzymał powołanie na mecze eliminacji Pucharu Narodów Afryki, podczas których zadebiutował 12 października 2018 roku w barwach Togo.

## Życie osobiste
Sunu jest synem byłego reprezentanta Togo Manu Sunu.

## Sukcesy

### Arsenal
- Premier Academy League: 2008/09
- FA Youth Cup: 2008/09

### Francja U-17
- Mistrzostwa Europy U-17: 2. miejsce w 2008 roku

### Francja U-19
- Mistrzostwa Europy U-19: 1. miejsce w 2010 roku